# Riidaküla
Riidaküla est un village de la commune de Emmaste du Comté de Hiiu en Estonie.
Au 31 décembre 2011, il compte 13 habitants.